# میکائیل پوغوسیان
میکائیل مُوسِسی پوغوسیان (ارمنی: Միքայել Մովսեսի Պողոսյան؛ زادهٔ ۳۱ مهٔ ۱۹۵۴) یک خواننده، کارگردان، فیلم‌نامه‌نویس، تهیه‌کننده، بازیگر و چهره تلویزیونی اهل ارمنستان است. وی از سال ۱۹۷۶ میلادی تاکنون مشغول فعالیت بوده‌است.

## زندگی‌نامه
وی در ۳۱ مه ۱۹۵۴ در ایروان زاده شد و از آکادمی دولتی هنرهای زیبای ارمنستان فارغ‌التحصیل شد. وی همچنین برندهٔ جوایزی همچون هنرمند مردمی جمهوری ارمنستان و مدال طلای وزارت فرهنگ جمهوری ارمنستان شده‌است. پوغوسیان یکی از داوران نسخه ارمنستانی پاپ آیدل است.

## گزیده فیلمشناسی
از فیلم‌ها یا برنامه‌های تلویزیونی که وی در آن نقش داشته‌است می‌توان به سمفونی سکوت (۲۰۰۱)، گمشده و پیداشده در ارمنستان (۲۰۱۲)، زمین‌لرزه (۲۰۱۶) اشاره کرد.

## جوایز
- هنرمند مردمی جمهوری ارمنستان
- مدال طلای وزارت فرهنگ جمهوری ارمنستان